# Balma de Montbolo
La Balma de Montbolo, ou grotte de la Balma, est une grotte ornée abritant des restes archéologiques néolithiques située sur la commune de Montbolo, dans le département français des Pyrénées-Orientales.